# شارلوت أميرة ويلز
 شارلوت أميرة ويلز واسمها الكامل شارلوت إليزابيث ديانا (بالإنجليزية: Princess Charlotte of Wales وكاملا هو Charlotte Elizabeth Diana)‏ سميت نسبة لجدها تشارلز الثالث (مؤنث الاسم، شارلوت) وجدة والدها الملكة إليزابيث، وجدتها والدة أبيها الأميرة ديانا. ولدت في 2 مايو 2015، في مستشفى سانت ماري في لندن (بريطانيا). هي أميرة في العائلة البريطانية المالكة. هي ابنة الأمير ويليام أمير ويلز وكاثرين أميرة ويلز، وهي الأخت الصغرى للأمير جورج أمير ويلز.
هي ابنة حفيد الملكة الراحلة إليزابيث الثانية، وهي الثالثة في خط الخلافة على العرش البريطاني الذي يعتليه جدها الملك تشارلز الثالث.

## سيرة ذاتية
أعلن في 8 سبتمبر 2014، حمل كاثرين دوقة كامبريدج وولادة طفل ثاني جلب اهتمام الإعلام العالمي.

ولدت الأميرة في 2 مايو 2015 على الساعة 8:34 (حسب التوقيت الصيفي البريطاني) في مستشفى سانت ماري في لندن في بريطانيا. تزن عند الولادة 3.7 كغ.

## التسمية الكاملة
بما أنها عضو في العائلة البريطانية المالكة، وتماشيا مع براءة تمليك للملكة إليزابيث الثانية، التي تعطي لكل أطفال الابن الأكبر للأمير تشارلز لقب أمير وأميرة المملكة المتحدة وبريطانيا العظمى وأيرلندا الشمالية، مع سابقة تشريفية وهي صاحبة السمو الملكي. عند ولادتها، حملت الأميرة لقب والدها، أي «كامبريدج».
- 2 مايو 2015: صاحبة السمو الملكي الأميرة شارلوت أميرة كامبريدج.
- 9 سبتمبر 2022 : صاحبة السمو الملكي الاميرة شارلوت اميرة ويلز

## مقالات ذات صلة
- بيت ويندسور
- العائلة البريطانية المالكة
- ترتيب العرش البريطاني

## روابط خارجية
- شارلوت أميرة ويلز على موقع IMDb (الإنجليزية)
- شارلوت أميرة ويلز على موقع الموسوعة البريطانية (الإنجليزية)
- شارلوت أميرة ويلز على موقع قاعدة بيانات الفيلم (الإنجليزية)